# Amana (biljni rod)
Amana, biljni rod iz porodice ljiljanovki, dio potporodice Lilioideae. Pripada mu 10 priznatih vrsta lukovičastih geofita iz Kine, Koreje i Japana
Rod je opisan u Bull. Biogeogr. Soc. Japan 6: 20 (1935). Tipična je vrsta  Amana edulis.

## Vrste
1. Amana anhuiensis (X.S.Shen) Christenh.
2. Amana baohuaensis B.X.Han, Long Wang & G.Y.Lu
3. Amana edulis (Miq.) Honda
4. Amana erythronioides (Baker) D.Y.Tan & D.Y.Hong
5. Amana hejiaqingii M.Zhen Wang & P.Li
6. Amana kuocangshanica D.Y.Tan & D.Y.Hong
7. Amana nanyueensis P.Li & L.X.Liu
8. Amana tianmuensis P.Li & M.Zhen Wang
9. Amana wanzhensis Lu Q.Huang, B.X.Han & K.Zhang
10. Amana yunmengensis P.Li, M.Zhen Wang & Zi Yi Wang